# Патрикій Жиравський
Патрикій Жиравський ЧСВВ (бл. 1686 — ?) — церковний діяч, священник-василіянин, протоархимандрит Василіянського Чину Конґреґації Покрови Матері Божої, єдиний від її заснування в 1739 році.

## Життєпис
Народився бл. 1686 року. Вступив до Василіянського Чину на новіціат до Битенського монастиря, де 29 червня 1715 року склав вічні обіти.
У 1720 році як настоятель Полоцького Софійського монастиря і секретар протоархимандрита о. Антонія Завадського взяв участь у Замойському синоді. 1726–1729 роки виконував уряд прокуратора Василіянського Чину в Римі. У цей період спричинився до відновлення осідку василіянських прокураторів церкви святих мучеників Сергія і Вакха, де між іншим почав розвиватися культ чудотворної Жировицької ікони Божої Матері в її римській копії, званій «Madonna del Pascolo».
На Генеральні капітулі Чину в Новогрудку 1730 року був обраний на посаду секретаря Василіянського Чину на дожиттєвий термін та призначений ігуменом Свято-Троїцького монастиря у Вільно. Цього ж року 8 вересня взяв участь у коронації Жировицької ікони Божої Матері. На капітулі в Битені обраний дожиттєвим консультором (радником) Чину.
26 серпня 1739 року разом із протоархимандритом Василем Полатилом та іншими консульторами взяв участь у капітулі, яку скликав до Собору святого Юра у Львові митрополит Атанасій Шептицький. На цій капітулі було створено другу василіянську Конґреґацію Покрови Пресвятої Богородиці (Руську або Польську чи Коронну). Протоархимандритом нової Конґреґації на пропозицію митрополита Шептицького на чотири роки було обрано о. Патрикія Жиравського, щоб він запровадив по монастирях такий лад, який був тоді у монастирях Конґреґації Пресвятої Тройці. 12 січня 1741 року зрікся з уряду протоархимандрита. Управління Конґреґацією перебрав генеральний вікарій о. Інокентій Липницький, який представляв її на об'єднавчій капітулі в Дубно (тривала з 26 травня до 12 червня 1743 року).
За сприяння о. Патрикія Жиравського у 1740 році в Почаївській друкарні були перевиданні устави св. Василія Великого («Ustawy św. Ojca naszego Bazylego Wielkiego wkrótce zebrane»), вперше видані у 1717 році в Супраслі о. Дмитром Занькевичем ЧСВВ.